# Linkin Park
Linkin Park és un grup de rock americà d'Agoura Hills (Califòrnia) format el 1996. Des de la seva formació, la banda ha venut més de 50 milions d'àlbums i ha guanyat dos premis Grammy. Va aconseguir l'èxit principal amb l'àlbum de debut, Hybrid Theory, que va obtenir el certificat de Diamant de la RIAA el 2005. El següent àlbum d'estudi, Meteora, va continuar amb l'èxit de la banda, pujant a la primera posició de les llistes de vendes de Billboard 200, i va ser seguit per una llarga gira. El 2003, MTV2 va considerar Linkin Park la sisena millor banda de l'era dels vídeos musicals i la tercera millor del nou mil·lenni, després d'Oasis i Coldplay. Linkin Park ha col·laborat amb altres artistes, com el raper Jay-Z.

## Història

### De 1994 a 1999 - Inicis
L'any 1994, després de graduar-se a l'institut Washington High School de Phoenix, Arizona, el vocalista Chester Bennington es va unir a un grup musical anomenat Grey Daze. La banda va realitzar dos àlbums: No Sun Today i Wake Me. Tot i l'èxit del grup, Chester Bennington va decidir deixar-lo a causa dels conflictes que tenia amb els seus components. L'any 1996, el guitarrista Brad Delson (Big Bad Brad), Mike Shinoda i Rob Bourdon (bateria), que estudiaven al mateix institut, van iniciar els seus primers experiments musicals. Aquesta primera formació va rebre el nom de Xero. Prèviament, Delson i Bourdon havien format part d'una altra banda anomenada Relative Degree.
Després de graduar-se a l'institut, Delson va anar a la Universitat de Califòrnia i Shinoda a l'Art Center College of Design (universitat d'art) a Pasadena, Califòrnia. A la universitat, Delson va conèixer Dave «Phoenix» Farrell, que era el seu company d'habitació. Farrell també havia format part d'una banda, anomenada Tasty Snax, juntament amb Mark Fiore. Més tard aquesta banda es canvià el nom per The Snax. Al mateix temps, a l'Art Center College, Shinoda va conèixer Joe Hahn. Farrell i Hahn es van unir a la banda i, temps després, també s'hi uní el vocalista Mark Wakefield. El 1997, tots sis van gravar la seva primera maqueta i la van enviar a diverses discogràfiques sense èxit. Poc temps després, Wakefield va deixar la banda, i Farrell també va abandonar el grup, tot i que va tornar més tard.
Llavors Shinoda va posar un anunci on buscava un nou vocalista per la banda mentre que Delson feia relacions amb un representant de la discogràfica Warner Brothers Records anomenat Jeff Blue. Va ser ell qui va informar a Shinoda i Delson sobre Bennington, un jove vocalista de Phoenix que buscava una banda. Shinoda i Delson li van enviar a Bennington una cinta amb una cançó instrumental gravada i ell hi va afegir la veu. Llavors en Chester va trucar a en Shinoda i van interpretar la cançó per telèfon. La banda va quedar impressionada amb la seva veu i li van demanar que anés a Los Angeles a fer una audició. Amb l'entrada de Bennington a la banda, aquesta passà a anomenar-se Hybrid Theory.
Al mateix temps que Bennington entrava a la banda, Farrell l'abandonava temporalment per retornar amb la seva antiga banda The Snax i no va poder tocar el baix en la primera gravació del senzill de la banda. Per això, ho van fer Delson i un baixista anomenat Kyle Christener. Més endavant, Farrel va ser substituït temporalment per Scott Koziol, que apareix en el vídeo del primer senzill de la banda, One Step Closer. A l'estiu del 1999 s'havien creat mil còpies del senzill i algunes d'elles es van enviar a diverses discogràfiques, inclosa la Warner Bros. Records, amb qui van acabar firmant un contracte després que els veguessin tocar al local Whisky de Los Angeles.
A causa de problemes legals, la banda es va veure obligada a canviar-se de nom pel fet que ja existia una banda britànica de música electrònica anomenada Hybrid. Hi va haver diverses propostes de noms per la banda, com ara Clear, Probing Lagers, Ten P.M. Stocker (expressió que era part d'un acudit de la banda) i Platinum Lotus Foundation. Bennington va suggerir Lincoln Park, ja que cada dia per anar a l'estudi de gravació passava amb cotxe per davant del parc que portava aquest nom del president dels Estats Units. Tanmateix, el domini de lincolnpark.com ja estava agafat i la banda no es podia permetre adquirir-lo, de manera que li van canviar algunes lletres fins a passar de Lincoln a Linkin i van poder adquirir el domini linkinpark.com.
La banda va llançar el seu primer àlbum, Hybrid Theory l'any 2000.

### De 1999 a 2002 - Arriba l'èxit
El grup va començar a compondre cançons buscant un estil propi. En aquest moment començaria la gravació del seu primer àlbum, Hybrid Theory, que va veure la llum el 24 d'octubre de 2000 als Estats Units. L'àlbum era una barreja de heavy metal, rapcore, música industrial i rock, produïda per Don Gilmore i que fins al moment ha venut uns 19 milions de còpies. Amb aquest àlbum el grup va aconseguir ràpidament la fama a nivell mundial. El primer senzill de l'àlbum fou la cançó One Step Closer. Hybrid Theory va ser nominat per tres premis Grammy: millor nou artista, millor àlbum de rock i millor actuació de hard rock (per «Crawling»)
El 17 de desembre de 2000, el grup va fer el seu primer concert a nivell nacional formant part del concert especial de Nadal de l'emisora de ràdio american KROQ. Per aquesta ocasió, Shinoda va escriure una nova cançó titulada My December. La cançó es va editar a la cara B del senzill de One Step Closer i en les diferents versions de l'àlbum Hybrid Theory.
A principis de 2001, Farrell va tornar a unir-se a Linkin Park i el grup va gravar el seu segon senzill, Crawling, que va guanyar un Grammy a la millor actuació de hard rock. Linkin Park va rebre moltes invitacions per actuar a gires i concerts com l'Ozzfest, Family Values Tour i KROQ Almost Acoustic Christmas.

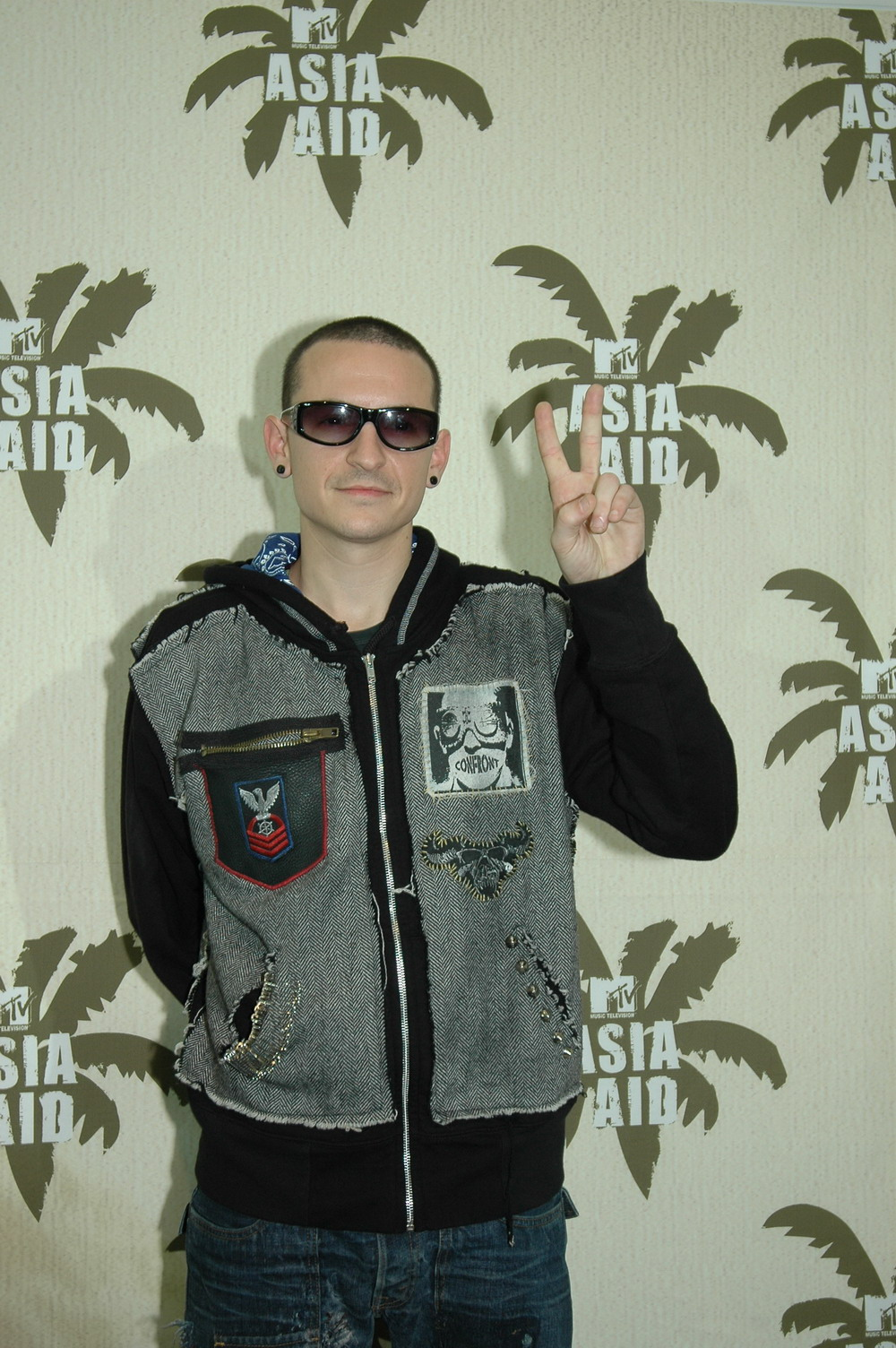
El cantant, Chester Bennington

L'estiu de 2001, el grup va editar el seu tercer senzill In the End. La cançó va tenir un gran èxit entre el públic. El vídeo de la cançó, dirigit per Nathan «Karma» Cox i Hahn, mostrava el grup tocant al capdamunt d'una estàtua gegant sota la pluja. El 21 de desembre de 2001, el grup va treure al mercat el seu primer DVD titulat Frat Party at the Pankake Festival. El DVD contenia tots els vídeos del grup i un documental sobre la gira del grup per promocionar Hybrid Theory. Una sèrie de pistes ocultes permetien als espectadors accedir a vídeos ocults del DVD, incloent una actuació del 1999 d'A Place for My Head.
A principis de 2002, el grup va iniciar una gira amb el nom de Projekt Revolution, on també hi formaven part altres grups com Adema, Cypress Hill i DJ Z-Trip. Durant la gira, Shinoda i Hahn van col·laborar amb els X-ecutioners en la cançó It's Goin' Down. Quan va acabar la gira, el grup va tornar a l'estudi per primera vegada des de principis de 2000.
Després de rebre algunes re-mescles de les cançons del grup, Shinoda va decidir fer-ne un àlbum. El projecte va rebre el nom de Reanimation i constava de la mescla de cadascuna de les cançons de l'àlbum Hybrid Theory, a més de les cançons My December i High Voltage. Cada cançó va ser remesclada per un artista diferent, entre els quals destaquen: Chali 2a de Jurassic 5, Stephen Richards de Taproot, Kelli Ali de Sneaker Pimps, Aaron Lewis de Staind, the Humble Brothers, Jonathan Davis de Korn, Aceyalone, The X-Ecutioners, Black Thought i Jay Gordon d'Orgy. L'àlbum es va treure al mercat el 30 de juliol de 2002 i el seu únic senzill va ser Pts.of.Athrty, remesclada per Jay Gordon.

### De 2002 a 2004 - Meteora, Live in Texas i Collision Course
Cap a la fi de 2002, el grup es va tancar a l'estudi de gravació per donar a llum el seu següent àlbum, Meteora. El primer senzill en fou la cançó «Somewhere I Belong», que va aparèixer al mercat el febrer de 2003. El 25 de març, es posava a la venda l'àlbum, que va arribar al número 1 de les llistes d'èxit després de vendre 810.000 de còpies en una setmana.
Tot seguit, el grup es va embarcar en la seva segona gira Projekt Revolution juntament amb Mudvayne i Xzibit. El senzill «Faint» es va editar després de la gira. En acabar-la, el grup es va unir amb Metallica en la gira Summer Sanitarium Tour 2003 amb Limp Bizkit, Deftones i Mudvayne.
Poc temps després del final de la gira Sanitarium, el grup va editar el senzill «Numb». El vídeo de la cançó es va rodar a Praga (República Txeca) al mateix temps que es rodava el vídeo de la cançó «From the inside». Chester Bennington es va posar malalt abans d'acabar el vídeo de «Numb», de manera que la resta es va filmar en una església de Los Angeles.
El 18 de novembre de 2003, Linkin Park va editar un nou CD i un DVD titulat Live in Texas. Les cançons que en formen part van ser gravades durant la gira Sanitarium que va tenir lloc a Dallas i Houston, Texas. El DVD era únic per fet que combinava dos concerts en directe. El DVD contenia disset cançons mentre que el CD només dotze.
El desembre de 2003, el grup va actuar per tercera vegada al concert especial de Nadal de l'emisora de ràdio KROQ. La seva actuació va constar de disset cançons, l'última de les quals va ser «One Step Closer», per la qual van comptar amb la col·laboració a l'escenari del líder de P.O.D., Sonny Sandoval.
A principis de 2004, el grup va iniciar la gira Meteora World Tour juntament amb P.O.D., Hoobastank i Story of the Year. Durant la gira, el grup va treure el vídeo de la cançó From the Inside.
Després de finalitzar la gira, el grup va iniciar la producció del vídeo d'animació japonesa de la cançó «Breaking the Habit», creat per Production I.G., que també va crear les escenes animades de Kill Bill, i dirigit per Kazuto Nakazawa i Hahn. El vídeo representa l'ànima de Chester Bennington viatjant a través d'un antic edifici i visitant els seus habitants que lluiten per trencar amb els seus vicis i costums, com ara les drogues i l'abús sexual.
Tot seguit, Linkin Park va iniciar la seva tercera gira Projekt Revolution. Aquesta vegada, la gira estava formada per dos escenaris en els quals hi actuaven gran quantitat d'artistes. En l'escenari principal hi trobàvem els mateixos Linkin Park, Korn, Snoop Dogg, the Used i Less Than Jake. En el segon, Ghostface, Funeral for a Friend, M.O.P., No Warning i Autopilot Off.
Cap a la fi de 2004, Linkin Park va anunciar una col·laboració amb Jay-Z com a resposta a la petició feta per la cadena de televisió musical MTV. El resultat fou l'àlbum Collision Course, que va sortir a la llum el 30 de novembre i constava de la fusió de set cançons de Linkin Park amb sis de Jay-Z. El primer senzill fou la cançó «Numb/Encore», que va arribar al número 1 de les llistes d'èxit, on es va mantenir durant sis mesos, i que va aconseguir un Grammy.

### De 2005 a 2006 - Music for Relief i Fort Minor
El 2005, va ser un any tranquil per Linkin Park. El grup va crear l'organització Music for Relief, creada en principi per ajudar els afectats del tsunami de 2004, però que més tard expandí la seva ajuda als damnificats de catàstrofes naturals com els huracans Katrina i Rita. Durant aquest mateix any, el grup va realitzar dos concerts: un a Califòrnia com a part de la seva organització Music for Relief i l'altre durant la sèrie de concerts que formaven part del projecte Live 8, destinat a recaptar diners.
Al maig, el grup va demanar que l'anul·lació del seu contracte amb Warner Brothers al·legant una falta de confiança. Després d'algunes negociacions, el desembre de 2005, el grup va anunciar que havia arribat a un acord amb la companyia Warner Brothers Records.
El juliol de 2005, Shinoda va anunciar que volia iniciar un projecte en solitari amb què pretenia retornar a les seves arrels de música hip-hop, Fort Minor. Per això es va posar a treballar en un àlbum amb la col·laboració d'alguns dels seus amics com Styles de Beyond, Black Thought de The Roots i Common (alguns dels quals ja l'havien ajudat en la creacio de Reanimation). El primer àlbum del projecte va sortir al mercat el 22 de novembre de 2005.
Per la seva banda, Chester Bennington també es va posar a treballar en el seu projecte en solitari, Snow White Tan, amb la creació d'un àlbum juntament amb Amir Derakh i Ryan Shuck d'Orgy. Una de les cançons del projecte, «The Morning After», és el remake d'una cançó que Chester ja va escriure abans d'unir-se a Linkin Park. Al mateix temps, Bennington també està involucrat, juntament amb Julien-K, en el projecte de Derakh i Shuck.
El desembre de 2005, Mike Shinoda es va confirmar com el co-productor dels futurs àlbums de Linkin Park.
El 8 de febrer de 2006, el grup va anunciar el productor del seu tercer àlbum: Rick Rubin, que ha treballat amb grups com System of a down, Rage Against The Machine, The Beastie Boys, Red Hot Chili Peppers, i molts d'altres.
Durant la cerimònia dels Grammy de 2006, Linkin Park va actuar juntament amb Jay-Z i Paul McCartney interpretant la cançó «Numb/Encore/Yesterday».
L'agost de 2006, Linkin Park va actuar al Summer Sonic del Japó, juntament amb Metallica. En la seva actuació van interpretar una nova cançó codificada amb el nom de «QWERTY» i «Reading My Eyes», una cançó dels seus inicis amb Xero.
El 19 d'agost de 2006, es va incloure tot el catàleg de Linkin Park a iTunes. Linkin Park era un dels pocs grups que quedaven sense vendre la seva música en versió digital.
En una entrevista recent amb la KROQ, Mike Shinoda va afirmar que el grup espera enllestir el seu nou àlbum a principis del 2007. La notícia també es va confirmar en una entrevista a la MTV. En aquesta entrevista, Chester va anunciar que el nou àlbum de Linkin Park no tindria el mateix estil de Nu metal que tenien els anteriors, ja que están intentant fer alguna diferent al que han fet fins ara. El nou àlbum s'ha descrit com una mescal de punk, rock clàssic i hip-hop antic.

### De 2006 fins a l'actualitat - Minutes to Midnight i Underground v7.0
Minutes to Midnight és el tercer disc d'estudi de Linkin Park. Va ser el disc amb el qual es van passar més temps a l'estudi de gravació (del Març de 2006, al Gener del 2007), i per això la data en què sortiria a la venda, va variar molt. Primer, es va especular que el grup trauria el disc el 2005, més tard, la data es va endarrerir a l'estiu del 2006, i al passar tant temps a l'estudi, el llançament es va haver d'endarrerir molt més, fins al Maig de 2007. Fou llançat el 15 de maig de 2007 als Estats Units i el 14 de maig del mateix any a la resta del món. El primer senzill del disc What I've Done va ser llançat el 2 d'abril. El nou estil del grup desenvolupat en el nou disc ha decebut a alguns fans de la banda, ja que han deixat enrere el Nu Metal i el rap que els caracteritzava. Tot i així, encara s'hi poden trobar cançons característiques del grup, ja que l'estil del disc es basa en el Metal (encara que tingui algunes influències d'estils més comercials bassats a en el Rock). Els estils principals del disc són el Rock Alternatiu, el Metal Alternatiu i el Rapcore (que és un estil minoritari dins l'àlbum).
El productor de Minutes to Midnight és Rick Rubin conegut per treballar amb grups com: 
Limp Bizkit, System of a down, Slipknot, U2, Red Hot Chili Peppers i Metallica entre d'altres.

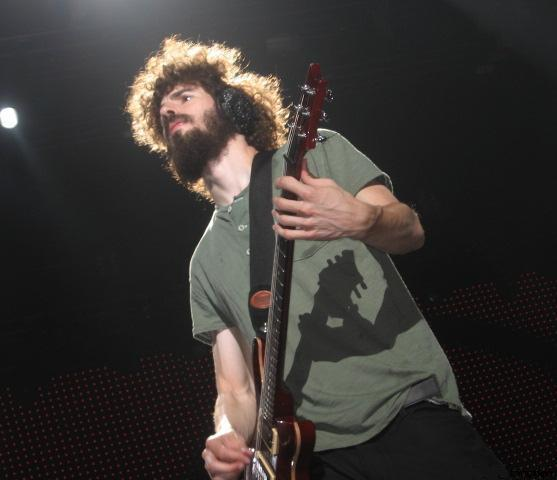
El guitarrista, Brad Delson, tocant en un concert

Actualment Minutes to Midnight ha venut més de 5.000.000 de còpies, 600.000 de les quals van ser venudes durant la primera setmana a la venda arribant també a les primeres posicions de les llistes d'èxits. Tot i així, aquest disc ha venut menys que Hybrid Theory i Meteora. El disc ja té 4 senzills: el de What I've Done llançat el 2 d'abril, el de Bleed it Out llançat el 20 d'agost, el de Shadow Of The Day, llançat el 8 d'octubre i el de Given Up, llançat el 17 de febrer, tot i que el videoclip, no fou llançat fins al 3 de març. Es rumoreja, que No More Sorrow, serà el cinquè, i possiblement últim senzill del disc. Això són solament especulacions, i no és segur.
Amb el nou disc, el grup va haver de fer moltes gires. A la darreria de l'any 2007, es va posar en marxa l'esdeveniment més important de Linkin Park: el Project Revolution. Aquest any hi han estat invitats grups com My Chemical Romance, HIM, Placebo, Taking Back Sunday, Julien-K… entre d'altres. No hi va haver concerts a Catalunya ni Espanya.
Al 5 de desembre, el grup, va publicar el seu setè underground, que és una recopilació de cançons, en directe, de tots els seus àlbums. L'EP conté les següents cançons: 
1. «No More Sorrow» Live (Toronto, ON) - 05:14
2. «What I've Done» Live (Hartford, CT) - 03:22
3. «One Step Closer» Live (Syracuse, NY) - 03:41
4. «Given Up» Live (West Palm Beach, FL) - 03:10
5. «Numb» Live (The Woodlands, TX) - 03:10
6. «Crawling» Live (Holmdel, NJ) - 03:47
7. «The Little Things Give You Away» Live (Atlanta, GA) - 07:21
8. «In the end» Live (Toronto, ON) - 03:43
9. «Bleed it Out» Live (Raleigh, NC) - 07:49
10. «Faint» Live (Holmdel, NJ) - 04:33

El vocalista Chester Bennington, va anunciar que el grup planejava treure un quart disc d'estudi, bastant aviat (possiblement és el 2009). Abans de posar-se a treballar, van dir que anirien de gira pels Estats Units per agafar inspiració pel nou disc.

## Estil musical
Tan Hybrid Theory com Meteora combinaven metal alternatiu, nu metal, i rap rock amb influències i elements del hip-hop, rock alternatiu, i electrònica, utilitzant programació i sintetitzadors. La revista Rolling Stone va descriure «Breaking the Habit» com «art arriscat i bonic».
A Minutes to Midnight la banda va tenir influències d'un gènere més ampli i variat, que Los Angeles Times compara amb U2. En aquest àlbum, només hi ha rapeig en dues cançons, i la major part de l'àlbum és rock alternatiu i no nu metal o rap rock. També és el primer àlbum en què hi ha solos de guitarra.
Chester Bennington és més conegut per cridar a l'estil metal i hardcore, i, tot i que també canta melòdicament, va quedar a la 46a posició de la llista «Heavy Metal's All-Time Top 100 Vocalists».
Mike Shinoda és el mestre de cerimònies del grup i l'únic que rapeja. Mike també fa de segon cantant en directe, i, a l'últim àlbum, Minutes to Midnight, també és el cantant principal a «In Between», «Hands Held High», i a la cara B «No Roads Left». Shinoda també ha aparegut a la llista «Heavy Metal's All-Time Top 100 Vocalists», a la 72a posició.

## Membres del grup
- Chester Bennington: Cantant (1998-2017)
- Mike Shinoda:[36] Cantant, guitarrista, teclat, samplers, MC. (1996-actualitat)
- Joseph Hahn: Taula de mescla, samplers, Dj. (1996-actualitat)
- Brad Delson: Guitarrista principal (1996-actualitat)
- Rob Bourdon: Bateria (1996-2024)
- Dave «Phoenix» Farrell: Baixista (1996-1999, 2001-actualitat)
- Emily Armstrong: Nova vocalista (2024-actualitat)
- Colin Brittain: Nou bateria (2024-actualitat)

## Discografia
Linkin Park té tres àlbums d'estudi, dos discs de mescles, un directe, i 7 EP's, anomenats Undergrounds.

### Àlbums
| Any  | Àlbum                                                  | Discogràfica                                                                              |
| ---- | ------------------------------------------------------ | ----------------------------------------------------------------------------------------- |
| 2000 | Hybrid Theory                                          | Warner Bros. Records / Machine Shop Recordings                                            |
| 2002 | Reanimation                                            | Warner Bros. Records / Machine Shop Recordings                                            |
| 2003 | Meteora                                                | Warner Bros. Records / Machine Shop Recordings                                            |
| 2003 | Live in Texas (En directe)                             | Warner Bros. Records / Machine Shop Recordings                                            |
| 2004 | Collision Course                                       | Warner Bros. Records / Roc-a-Fella Records / Machine Shop Recordings / Def Jam Recordings |
| 2007 | Minutes to Midnight                                    | Warner Bros. Records / Machine Shop Recordings                                            |
| 2008 | Road to Revolution: Live at Milton Keynes (En directe) | Warner Bros. Records / Machine Shop Recordings                                            |
| 2010 | A Thousand Suns                                        | Warner Bros. Records / Machine Shop Recordings                                            |
| 2013 | Recharged                                              |                                                                                           |
| 2012 | Living Things                                          | Warner Bros. Records / Machine Shop Recordings                                            |
| 2014 | The Hunting Party                                      | Warner Bros. Records / Machine Shop Recordings                                            |
| 2017 | One More Light                                         | Warner Bros. Records / Machine Shop Recordings                                            |
| 2024 | From Zero                                              |                                                                                           |

### EP's
- Hybrid Theory EP (Underground v1.0) (2001, Machine Shop Recordings)
- LP Underground 2.0 EP (2002, Machine Shop Recordings)
- LP Underground 3.0 EP (2003, Machine Shop Recordings)
- LP Underground 4.0 EP (2004, Machine Shop Recordings)
- LP Underground 5.0 EP (2005, Machine Shop Recordings)
- LP Underground 6.0 EP (2006, Machine Shop Recordings)
- LP Underground 7.0 EP (2007, Machine Shop Recordings)
- Live from SoHO EP (2008)
- LP Underground 8.0 EP (2008, Machine Shop Recordings*)
- LP Underground 9.0 EP (2007, Machine Shop Recordings)
- LP Underground X EP (2007, Machine Shop Recordings)
- LP Underground 11.0 EP (2007, Machine Shop Recordings)
- LP Underground 12.0 EP (2007, Machine Shop Recordings)

* Possiblement

### Senzills
| Hybrid Theory | Hybrid Theory   |
| ------------- | --------------- |
| 2000          | One Step Closer |
| 2001          | Crawling        |
| 2001          | Papercut        |
| 2001          | In the end      |

| Reanimation | Reanimation   |
| ----------- | ------------- |
| 2002        | Pts.of.athrty |

| Meteora | Meteora            |
| ------- | ------------------ |
| 2003    | Somewhere I belong |
| 2003    | Faint              |
| 2003    | Numb               |
| 2004    | From the Inside    |
| 2004    | Lying from You     |
| 2004    | Breaking the Habit |

| Collision Course | Collision Course |
| ---------------- | ---------------- |
| 2004             | Numb/Encore      |

| Minutes to Midnight | Minutes to Midnight    |
| ------------------- | ---------------------- |
| 2007                | What I've Done         |
| 2007                | Bleed It Out           |
| 2007                | Shadow of the Day      |
| 2008                | Given Up               |
| 2008                | Leave Out All the Rest |

| Transformers 2 OST | Transformers 2 OST |
| ------------------ | ------------------ |
| 2009               | New Divide         |

| A Thousand Suns | A Thousand Suns      |
| --------------- | -------------------- |
| 2010            | The Catalyst         |
| 2010            | Waiting for the End  |
| 2011            | Burning in the Skies |
| 2011            | Iridescent           |

| Living Things | Living Things    |
| ------------- | ---------------- |
| 2012          | Burn It Down     |
| 2012          | Lost in the Echo |
| 2012          | Powerless        |
| 2013          | Castle of Glass  |

| The Hunting Party | The Hunting Party   |
| ----------------- | ------------------- |
| 2014              | Guilty All the Same |
| 2014              | Until It's Gone     |
| 2014              | Final Masquerade    |

### Videografia
- One Step Closer - 2001
- Crawling - 2001
- In the End - 2001
- Papercut - 2001
- Points of Authority - 2001
- Pts.Of.Athtry - 2002
- Frgt/10 - 2002
- Kyur4 Th Ich - 2002
- Enth E Nd - 2002
- Somewhere I belong - 2003
- Faint - 2003
- Numb - 2003
- From the Inside - 2004
- Breaking the Habit - 2004
- Numb/Encore - 2004
- What I've Done - 2007
- Bleed it Out - 2007
- Shadow of The Day - 2007
- Given Up - 2008
- Leave Out All the Rest - 2008
- New Divide - 2009
- Not Alone - 2010
- The Catalyst - 2010
- Waiting for the End - 2010
- Burning in the skies - 2011
- Iridescent - 2011
- Burn It Down - 2012
- Lost in the Echo - 2012
- Powerless - 2012
- Good goodbye-2017
- Battle symphony-2017
- Heavy-2017
- Castle of Glass - 2012

## Premis
| Premi                            | Categoria                                | Atorgat a          |
| -------------------------------- | ---------------------------------------- | ------------------ |
| Emma Awards del 2001 a Finlandia | Millor artista estranger de l'any        | Linkin Park        |
| Swedish Hit Music Awards         | Millor rock estranger                    | Linkin Park        |
| 2002 MTV Europe Music Awards     | Millor grup, millor hard rock            | Linkin Park        |
| 2002 MTV Video Music Awards      | Millor vídeo de rock                     | In The End         |
| Premis ECHO 2002 a Alemanya      | Millor nu-metal internacional            | Linkin Park        |
| MTV Video Music Awards 2003      | Millor vídeo de rock                     | Somewhere I Belong |
| Meteora Awards 2004              | Millor disc nu metal                     | Meteora            |
| MTV Video Music Awards del 2004  | Millor vídeo de rock                     | Breaking The Habit |
| MTV Video Music Awards del 2004  | Premi del públic                         | Breaking The Habit |
| Radio Music Awards de 2004       | Millor cançó de l'any de rock alternatiu | Numb               |
| Radio Music Awards de 2004       | Artista de l'any                         | Linkin Park        |
| Premis Grammy 2006               | Millor col·laboració rap                 | Numb/Encore        |
| MTV Video Music Awards 2007      | Millor banda                             | Linkin Park        |
| MTV Europe Music Awards 2007     | Millor banda                             | Linkin Park        |
| Radio Music Awards 2007          | Millor videoclip de rock                 | What I've Done     |
| MTV Video Music Awards 2008      | Millor vídeo de rock                     | Shadow of the Day  |
| American Music Awards 2008       | Millor artista de música alternativa     | Linkin Park        |

## Guardons
Nominacions
- 2002: Grammy al millor nou artista

## Galeria d'imatges

Logotip de la banda utilitzat a partir de l'àlbum "Minutes to Midnight"
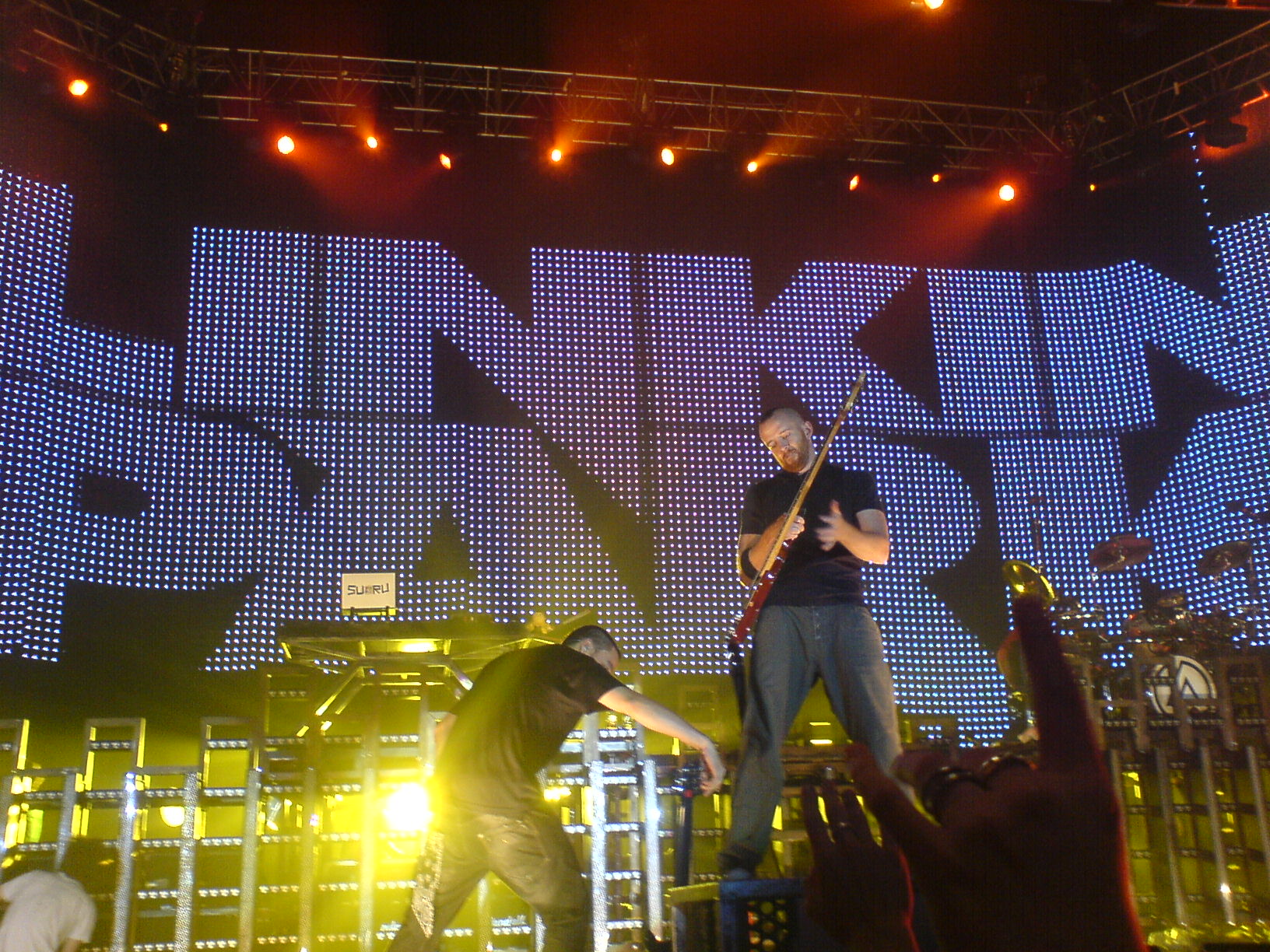
Linkin Park en concert
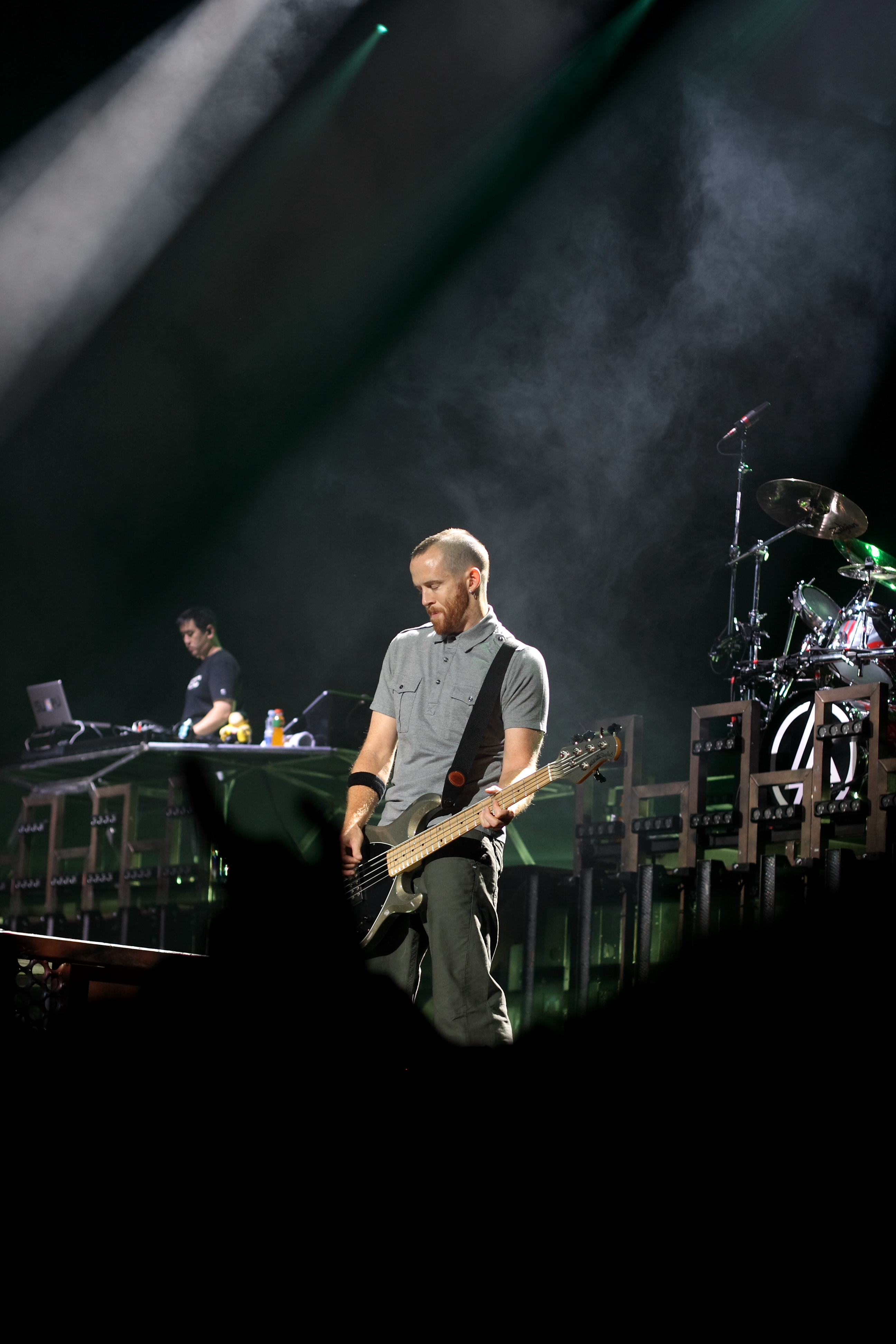
El baixista, "Phoenix"
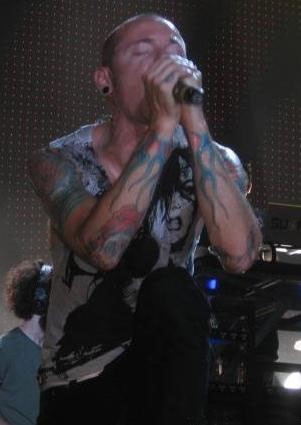
El cantant Chester Bennington
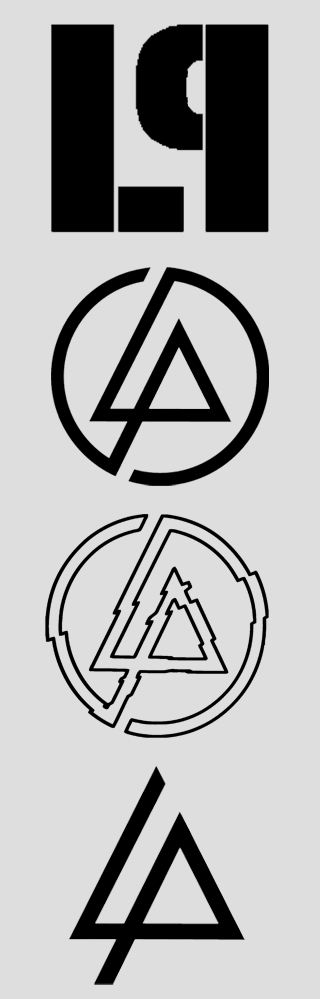
Logos utilitzats per Linkin Park al llarg dels anys